# 直接還元法
直接還元法（ちょくせつかんげんほう）とは、不動産鑑定評価等不動産の価格を求める手法の一つである収益還元法の、さらにその一種である。収益還元法にはDCF法とこの直接還元法の2つが存在し、DCF法による収益価格が標準とされる場合は、その検証としての位置づけがなされている。
一期間の純収益を還元利回りで還元して収益価格を求める。
本項目においては、基本的に不動産鑑定評価基準による。

## 純収益
純収益（じゅんしゅうえき）とは、不動産に帰属する適正な純収益をいう。一般に1年を単位として総収益から総費用を控除して求める。対象不動産の初年度の純収益を採用する場合と標準化された純収益を採用する場合がある。

## 還元利回り
直接還元法は数式が単純であり、還元利回りに収益の将来予測やリスクを盛り込むこととなる。

## 収益価格
次の数式が「基本式」となる。
{\displaystyle P={\tfrac {a}{R}}}
P:収益価格、a:一期間の純収益、R:還元利回り

## 土地残余法
土地残余法（とちざんよほう）とは、不動産が土地と建物等との結合によって構成されている場合において、当該不動産に帰属する純収益から建物等に帰属する純収益を控除した残余の純収益を還元利回りで還元して土地の収益価格を求める手法であり、直接還元法に分類される。収益還元法以外の方法によって建物等の価格を求めることができるときは、この手法を適用できる。
土地残余法を適用するに当たっては、建物等が古い場合には土地に帰属する純収益を的確に求められない場合が多いので、建物等は新築か築後間もないものでなければならない。
更地の収益価格については、当該土地に最有効使用の賃貸用建物等の建築を想定することによりこの方法を適用して求めることができる。
次の数式で表される。
{\displaystyle PL={\frac {a-B*RB}{RL}}}
PL:収益価格、a:建物等及びその敷地の償却前の純収益、RB:建物等の還元利回り、RL:土地の還元利回り
なお、当該不動産に帰属する純収益から土地に帰属する純収益を控除した残余の純収益を還元利回りで還元して建物等の収益価格を求める手法は、建物残余法という。

## 有期還元法
収益期間又は純収益の予測期間を有期とする方法で、直接還元法に分類される。

### インウッド式
割引率と有限の収益期間を基礎とした複利年金現価率を用いて収益価格を求める。収益期間満了時における土地又は建物の残存価格並びに建物等の撤去費が予想される場合は、これらの現在価値を、償却前の純収益に上記複利年金現価率を乗じた後に加減する。
{\displaystyle P=a*{\frac {(1+Y)^{N}-1}{Y(1+Y)^{N}}}+{\frac {PLN-E}{(1+Y)^{N}}}}
P:収益価格、a:償却前の純収益、Y:割引率、N:収益期間、PLN:N年後の土地価格、E:建物等の撤去費　（収益期間終了後に建物撤去の場合）

### ホスコルド式
上記インウッド式における複利年金現価率の代わりに蓄積利回り等を基礎とした償還基金率と割引率を用いる方法である。鉱業権の評価等で適用される場合がある。
{\displaystyle P=a*{\frac {1}{Y+{\frac {i}{(1+i)^{N}-1}}}}+{\frac {PLN-E}{(1+Y)^{N}}}}
P:収益価格、a:償却前の純収益、Y:割引率、i:蓄積利回り、N:収益期間、PLN:N年後の土地価格、E:建物等の撤去費　（収益期間終了後に建物撤去の場合）